# نويل براون (لاعب كرة مضرب)
نويل براون (بالإنجليزية: Noel Brown)‏ هو لاعب كرة مضرب أمريكي، ولد في 21 مارس 1926 في تكساس في الولايات المتحدة.